# 胥文相
胥文相（1472年—？），字士衡，湖廣岳州府巴陵縣人，軍籍，明朝政治人物。

## 生平
弘治十四年（1501年）辛酉科湖廣鄉試第十五名舉人。弘治十八年（1505年）中式乙丑科會試第一百七十五名，三甲第一百二十三名進士。

## 家族
曾祖胥圮；祖父胥鑑；父胥瀚。前母蔣氏；母盧氏。具庆下。弟文奎。